# Алтай-батира
Алта́й-бати́ра (каз. Алтай батыр) — село складі Байганінського району Актюбінської області Казахстану. Адміністративний центр Саритогайського сільського округу.
У радянські часи село називалося Алтай.
Населення — 827 осіб (2021; 1060 у 2009, 1220 у 1999, 1190 у 1989).